# Olena Riepko
Olena Olexandrivna Riepko (en ucraniano: Олена Олександрівна Рєпко; Járkov, URSS, 1 de agosto de 1975) es una deportista ucraniana que compitió en escalada, especialista en la prueba de velocidad.
Ganó cuatro medallas en el Campeonato Mundial de Escalada entre los años 1999 y 2005, y tres medallas en el Campeonato Europeo de Escalada entre los años 1998 y 2002. Además, consiguió una medalla de plata en los Juegos Mundiales de 2005.

## Palmarés internacional
| Campeonato Mundial | Campeonato Mundial       | Campeonato Mundial | Campeonato Mundial |
| Año                | Lugar                    | Medalla            | Prueba             |
| ------------------ | ------------------------ | ------------------ | ------------------ |
| 1999               | Birmingham (Reino Unido) | Medalla de plata   | Velocidad          |
| 2001               | Winterthur (Suiza)       | Medalla de oro     | Velocidad          |
| 2003               | Chamonix (Francia)       | Medalla de oro     | Velocidad          |
| 2005               | Múnich (Alemania)        | Medalla de oro     | Velocidad          |
| Campeonato Europeo |                          |                    |                    |
| Año                | Lugar                    | Medalla            | Prueba             |
| 1998               | Núremberg (Alemania)     | Medalla de plata   | Velocidad          |
| 2000               | Múnich (Alemania)        | Medalla de oro     | Velocidad          |
| 2002               | Chamonix (Francia)       | Medalla de oro     | Velocidad          |